# Türkiye Süper Kupası 2019
La Türkiye Süper Kupası 2019 è stata la quarantaseiesima edizione della Türkiye Süper Kupası. Si è disputata il 7 agosto 2019 tra il Galatasaray, vincitore della Süper Lig 2018-2019 e della coppa di Turchia 2018-2019, e l'Akhisar Belediyespor, finalista di coppa. L'Akhisar Belediyespor era la squadra campione in carica.
Ad aggiudicarsi la competizione è stato il Galatasaray, vincitore del trofeo per la sedicesima volta.

## Le squadre
| Squadre              | Qualificazione                                                       | Partecipazioni precedenti (il grassetto indica la vittoria)                                                                                         |
| -------------------- | -------------------------------------------------------------------- | --- |
| Galatasaray          | Vincitore della Süper Lig 2018-2019 e della Türkiye Kupası 2018-2019 | 24 (1966, 1969, 1971, 1972, 1973, 1976, 1982, 1985, 1987, 1988, 1991, 1993, 1994, 1996, 1997, 1998, 2006, 2008, 2012, 2013, 2014, 2015, 2016, 2018) |
| Akhisar Belediyespor | Finalista della Türkiye Kupası 2018-2019                             | 1 (2018) |

## Tabellino
| Arbitro: | Meler |

|              |           |  |
| Belhanda 39’ | Marcatori |  |